# Cañada Rosquín
La comuna de Cañada Rosquín se encuentra en el departamento San Martín, en el centro oeste de la provincia de Santa Fe, República Argentina.
Este pueblo está situado a la vera de la RN 34. Dista 449 km de Buenos Aires, 128 km de Rosario, a 70 km de Gálvez y 146 km de Santa Fe, la ciudad capital de la provincia.

## Localidades y parajes
- Cañada Rosquin: 5,366 habitantes (Indec, 2010).
- Parajes:
  - Campo Nícoli.
  - Campo Vercesi.
  - Colonia Armstrong.
  - Colonia La Francia.

## Geografía y clima
Cañada Rosquín es una típica localidad de la «región pampeana ondulada argentina». La forma de relieve es llana con pequeñas y extensas ondulaciones, de características bastantes uniformes y pendientes suaves, lo cual facilita las labores agrarias, y las comunicaciones.
Posee una altimetría de 68 m s. n. m. en su planta urbana con pendiente "oeste a este" siendo estos valores cercanos a 100 metros en el límite oeste con las localidades de El Trébol y Carlos Pellegrini y 40 en el este en la zona denominada como "La Cañada" dichos registros se hacen notar en la vegetación reinante compuesta por espinillos y espartillares que se adaptan al suelo salitroso.
El clima de la zona es el templado pampeano y la lluvia es uno de los factores meteorológicos que centran la atención del productor agropecuario, ya que su cantidad y distribución en el año, son dos determinantes que regulan el éxito o el fracaso de los cultivos. La estación de mayores precipitaciones es el verano, notándose una declinación definida hacia el final del otoño para alcanzar valores mínimos en los meses de invierno. 
El área donde está situada Cañada Rosquín se encuentra ubicada dentro de las isotermas de los 26 °C. La fecha media de la primera helada corresponde al 20 de mayo y la media de la última al 5 de septiembre.
Los principales vientos que dejan sentir su influencia en el área son:
- Sudestada: se produce cuando una masa de aire procedente de las regiones frías del Atlántico Sur es atraída hacia la zona del Río de la Plata.
- Norte: es un viento húmedo y cálido.
- Pampero o Sudoeste: viento generalmente frío y seco tras precipitar su humedad en los Andes Patagónicos este viento procedente de la Antártida acelera la desecación del suelo en un período donde las lluvias son escasas y las reservas de agua se tornan críticas.

## Economía
La economía de la región es eminentemente agrícola-ganadera, con una alta producción de soja. Hay algunas empresas importantes, entre ellas la actual fábrica de jabón Cooperativa De Trabajo Jabonera Cañada Rosquín Limitada, ex Sociedad Argentina Grasos y Derivados SA, que merece un comentario especial: producto de una mala gestión por parte sus antiguos dueños, esta fábrica se vio sumida en estado quiebra que parecía no tener retorno. Sin embargo los empleados, gravemente afectados por esta situación, decidieron salvar esta fuente de trabajo y crear una cooperativa que tomó las riendas del negocio. También hay una de empresa de insulina que es la única en el país y es una de las tres que hay en el mundo. 
De igual forma, hay fábricas de dulce de leche como El Rosquinense y de quesos como Alloa lácteos.

### Transportes y Conectividad
La localidad se encuentra a la vera de la RN 34 (que se extiende desde la ciudad de Rosario hasta La Quiaca en la frontera con Bolivia) y su intersección con la ruta provincial 66 que la vincula con la provincia de Córdoba. Además cuenta con una estación ferroviaria perteneciente al Ramal CC del Ferrocarril General Belgrano que posee uno de los museos ferroviarios más completos de la provincia. En la actualidad es un ramal activo solo para el transporte de carga proveniente de Córdoba y San Francisco hacia la ciudad de Rosario y sus puertos cerealeros.

## Historia, educación y cultura
Esta población fue fundada en 1890 a través de Rafael Escriña quien solicita ante el Departamento topográfico Provincial la aprobación de la traza del pueblo bajo el nombre de "Amstrong" en honor a "Don Tomás Amstrong" antiguo poseedor de las tierra, pero en 1905 el nombre fue cambiado a la denominación actual debido a la existencia de un poblado anterior con el mismo nombre. Es una de las pocas poblaciones de la zona en la que se aplicó un modelo de urbanización ordenado de modo tal que posee una avenida circunvalación en la que confluyen todas sus calles. En ese sentido se trabajó con esmero en el desarrollo arquitectónico de la población y en la actualidad cuenta con varias plazas, plazoletas y demás espacios verdes como "Plaza San Martín", "Paseo del Siglo y Anfiteatro Alina Novaira", "Plaza de los inmigrantes", "Plazoleta Juan XXIII", El club privado Oasys y la Ferro-terminal entre otras construcciones antiguas de importancia.
- Centro Tradicionalista La Carreta: dedicado al rescate, conservación y divulgación de las tradiciones. Cuenta con una escuela de danzas folclóricas, agrupación de jinetes, museo y biblioteca temática. Fundada en 1983 realiza anualmente la Fiesta Nacional de las Artesanías Criollas y de la Tradición, Encuentro Nacional de Artesanos Sogueros "Hilario Faudone" y pre-Conquín de artesanías.

- Grupo de Equinoterapia "Caminamos Juntos con Amor": una institución que lucha por la igualdad e integración de personas con capacidades diferente a la sociedad. Terapia equina, recreación y talleres didácticos y culturales.

También existe una biblioteca pública con más de 8000 volúmenes, una de las más grandes de la región; utilizada por toda la población y preferentemente por alumnos de la escuela media.

### Escuelas primarias
- Escuela provincial N.º 266 "Generál José de San Martín"
- Escuela provincial N.º 268 "Gobernador Luciano Molinas"
- Escuela rural N.° 737 "Manuel Belgrano" (Colonia La Francia)

### Estudios de nivel medio
- Escuela de Enseñanza Media Particular Incorporada n.º 8084 "Mariano Moreno"
- EEMPA (Escuela Educación Media Para Adultos)

A fin de brindar educación a niños con necesidades especiales, existe una Escuela de Educación Especial.
Para la escolaridad inicial, se hallan funcionando dos jardines de infantes.

### Personas destacadas
- Diego C. Giorda, escritor y poeta argentino. Dos obras publicadas sobre poesías y aforismos.
- Raúl Alberto Antonio Gieco (1951), músico y cantautor argentino más conocido como León Gieco.
- María Belén Potassa (1988), futbolista argentina. Actualmente juega profesionalmente en Real Unión de Tenerife Tacuense de España.
- Ignacio Pussetto (1995), futbolista argentino. Actualmente juega profesionalmente en el Club Atlético Huracán de Argentina.
- Juan Cruz Esquivel (2000), futbolista argentino con trayectoria en Atlético de Rafaela y Talleres.
- Vivas Luciano Domingo, Jugador Futsal Argentino.
- Roque Aghemo (1958), Corredor de motocross Argentino. Campeón de 7 títulos Santafesinos, participó en el Mundial 1985. Su mecánico Oscar Papparelli.

## Instituciones deportivas
- Juventud Unida Rosquín Club
- Club Atlético Libertad.
- Club Atlético Barrio San Pedro

## Parroquias de la Iglesia católica
| Arquidiócesis | Santa Fe de la Vera Cruz |
| ------------- | ------------------------ |
| Parroquia     | Santo Tomás de Aquino    |